# Solo (album)
Solo är ett musikalbum av det svenska bandet Kaipa, utgivet 1978 på skivbolaget Decca.

## Låtlista
1. "Den skrattande grevinnan" (Roine Stolt) - 4:50
2. "Sen repris" (Mats Löfgren, Roine Stolt) - 3:21
3. "Flytet" (Roine Stolt) - 2:47
4. "Anar dig" (Mats Löfgren, Roine Stolt) - 4:05
5. "Frog funk" (Roine Stolt) - 3:34
6. "Visan i sommaren" (Hans Lundin) - 3:40
7. "Taijgan" (Hans Lundin) - 3:26
8. "Respektera min värld" (Mats Löfgren, Hans Lundin, Ingemar Bergman) - 6:13
9. "En igelkotts död" (Hans Lundin) - 3:40
10. "Total förvirring" (Mats Löfgren, Roine Stolt) - 7:24
11. "Sist på plan" (Mats Löfgren, Roine Stolt) - 7:39
Bonusspår på cd-utgåva
12. "Visan i sommaren (live)" - 3:24
13. "En igelkotts död - Ömsom sken (medley)" - 4:51
14. "Live in an Elevator" - 10:32